# Thuyết sinh học của Aristoteles

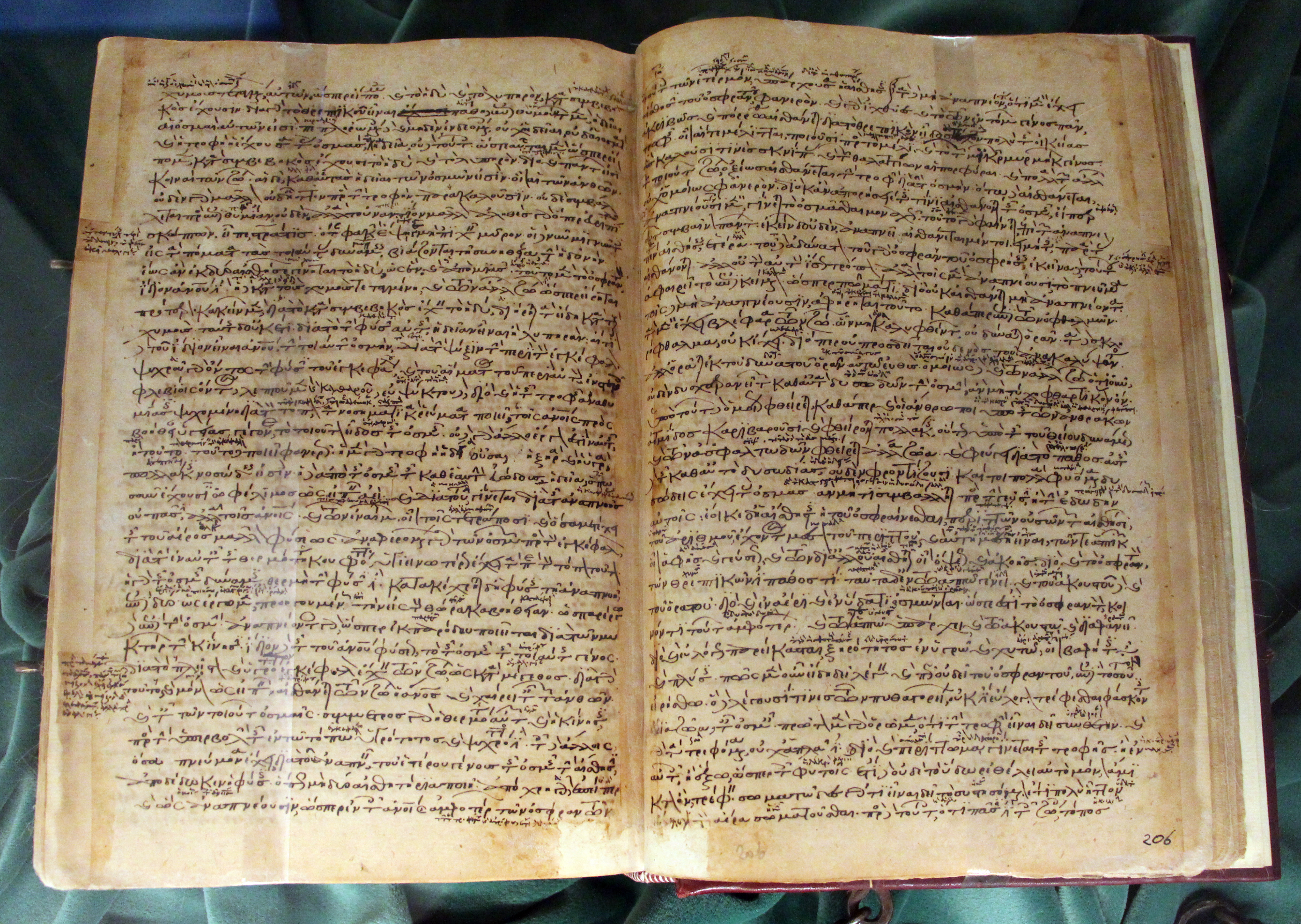
Historia animalium, một trong những cuốn sách về sinh học của Aristoteles. Bản thế kỷ 12.

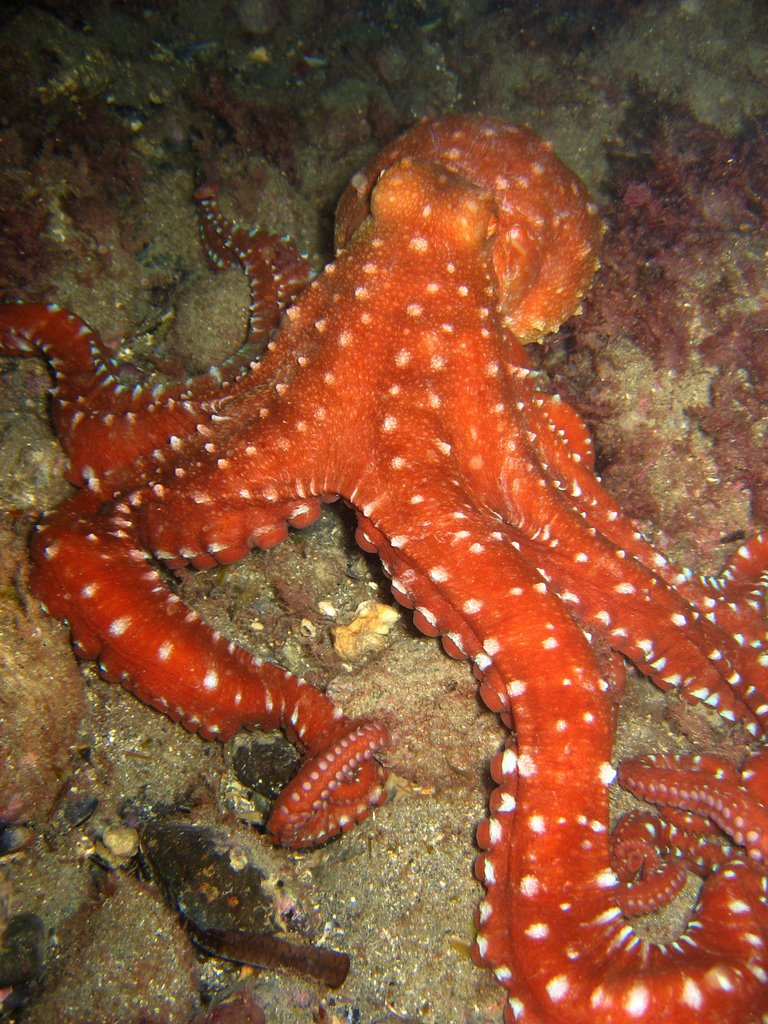
Một trong số nhiều quan sát của Aristoteles về sinh vật học biển bao gồm hiện tượng bạch tuộc có khả năng đổi màu khi bị làm phiền.

Thuyết sinh vật học của Aristoteles là lý thuyết về sinh vật học được dựa vào sự quan sát và thu thập dữ liệu một cách có hệ thống, chủ yếu là về động vật học, được thể hiện trong các cuốn sách về khoa học của Aristoteles. Nhiều quan sát của ông được thực hiện trong thời gian ông ở trên đảo Lesbos, đặc biệt là bao gồm cả những mô tả của ông về sinh vật học biển tại đầm Pyrrha ở đó. Lý thuyết của ông dựa trên khái niệm của ông về hình thức, cái mà bắt nguồn từ nhưng lại rõ ràng không giống với lý thuyết về Hình thức của Platon.
Lý thuyết này mô tả năm quá trình sinh vật học chính, bao gồm quá trình trao đổi chất, điều hòa thân nhiệt, xử lý thông tin, hình thành phôi thai và di truyền. Mỗi quá trình đều được định nghĩa một cách khá chi tiết, trong một số trường hợp đủ chi tiết để giúp các nhà sinh vật học hiện đại tạo ra các mô hình toán học của các cơ chế được mô tả. Phương pháp của Aristoteles cũng giống với phong cách khoa học được sử dụng bởi các nhà sinh vật học hiện đại khi tìm hiểu một lĩnh vực mới, với việc thu thập dữ liệu có hệ thống, việc phát hiện ra các khuôn mẫu và suy luận ra các cách giải thích nguyên nhân có thể xảy ra từ những điều này. Ông không thực hiện các thí nghiệm giống ngày nay mà tiến hành quan sát động vật sống và thực hiện giải phẫu. Ông đặt tên khoảng 500 loài chim, động vật có vú và cá; và ông phân biệt hàng tá côn trùng và những loài không xương sống khác. Ông mô tả giải phẫu bên trong của hàng trăm loài vật, và tiến hành giải phẫu khoảng 35 loài trong số đó.